# Ефект Пігмаліона
Ефект Пігмаліона або ефект Розенталя — психологічний феномен, який полягає в тому, що очікування особою здійснення пророцтва багато в чому визначають характер її дій та інтерпретацію реакцій навколишніх, що провокує самовтілювання пророцтва. Це один з факторів, що загрожують внутрішній валідності. Може проявитися на будь-якій стадії дослідження і в будь-якій науці: і при проведенні процедури експерименту, і при обробці результатів, і при інтерпретації результатів дослідження, і т. д.
Американський психолог Роберт Розенталь назвав дане явище «ефектом Пігмаліона», проводячи паралель з цим персонажем давньогрецької міфології, що бажав аби створена ним статуя ожила і так врешті й сталося.
Схожим механізмом є проективна ідентифікація (в психоаналізі).

## Приклади

### Паранормальні явища
Помічено, що в дослідах з перевірки паранормальних явищ, зазвичай, позитивні результати отримують прихильники парапсихології, а негативні — противники.

### Експеримент з симпатією
Наприклад, самоздійсненне пророцтво може привести до виникнення симпатії. Ребекка Кертіс і Кім Міллер проілюстрували цей процес та провели такий експеримент. Групу студентів коледжу, ніхто з яких не був знайомий між собою, розбили на пари. Одна особа у кожній парі, вибрана випадково, отримувала спеціальну інформацію. Деяким студентам в парі повідомляли, що вони подобаються своєму партнеру, а деяким — що не подобаються.
Потім парам студентів давали можливість зустрітися і поговорити один з одним. Як і прогнозували дослідники, ті студенти, які вважали, що подобаються партнеру, вели себе приємніше по відношенню до партнера; вони були відвертішими, висловлювали менше незгоди з обговорюваних тем і в цілому їх манера спілкування була сердечніша та приємніша, ніж у студентів, які вважали, що не подобаються своєму партнерові. Більш того — ті, хто вважав, що вони подобаються партнеру, дійсно подобалися йому набагато сильніше, ніж ті, хто вважав, що партнер відчуває до них антипатію. Тобто партнери виявляли тенденцію копіювати поведінку іншої людини в парі.